# Pabirčenje
Pabirčenje ili Prebiračice (fr. Des glaneuses) je slavno ulje na platnu francuskog realističkog slikara Jean-Françoisa Milleta, naslikano u selu Barbizonu, nadomak Fontainebleaua 1857. godine.
Milletov stil je imao korijena iz njegove rodne Normandije, ali se razvio i pod utjecajem biblijskih tema, kao i klasične umjetnosti i književnosti. Tako figure na ovoj slici prizivaju pisanja Homera i Vergilija, ali podsjećaju i na Partenonski friz. Iako ga se uglavnom vezuje za Barbizonsku školu slikarstva, koja je prkošeći romantizmu njegovala više realistički način slikanja, Millet je bio njihov netipičan pripadnik i manje ga zanimao pejzaž od slikanja figura.
Sam slikar je izjavio kako njegovom temperamentu najbolje odgovaraju seljački motivi, poput onoga na ovoj slici. Slika prikazuje seljanke koje pabirče polje poslije žetve i skupljaju otpalo klasje. Tople boje i blago magličasto ozračje djeluju umirujuće iako prikazuju krajnje siromaštvo. Ovaj posao je bio prepuštan samo najsiromašnijima jer je zahtijevao sate mukotrpnog saginjanja kako bi se skupilo dovoljno zrnja za tek jedan kruh.
Kada je slika prvi put izložena 1857. godine, Milleta su kritičari optužili kako pokušava igrati na kartu simpatija prema siromašnima i strasti revolucije iz 1848. god. Zbog prikazivanja siromašnih seljaka okrivili su ga da je socijalistički revolucionar, no njegov pristup je zapravo bio potpuno konzervativan. Njega nije zanimala revolucija već dostojanstvo i fatalnost svakodnevnih poljoprivrednih radova ondašnjeg vremena, koje je kao strastan poznavatelj Svetog pisma povezivao s fatalnom sudbinom čovječanstva koje je osuđeno na mučno priskrbljivanje hrane za opstanak poslije Izgona iz raja Adama i Eve. On je smatrao da je seljačko prihvaćanje teške ljudske sudbine uzorno, i ni u kojem slučaju nešto protiv čega se treba boriti.
Millet je bio izvanredan crtač i majstor svjetlosti i sjena, a volio je paletu zemljanih i zelenih tonova boja. Slikari koji su utjecali na njegov stil su bili mnogi stari majstori kao što je Nicolas Poussin, dok je njegov rad utjecao i na impresioniste i postimpresioniste kao što su Camille Pissaro i Vincent van Gogh.